# Gothia Innebandy Cup
Gothia Innebandy Cup är en internationell innebandyturnering i Göteborg för ungdomar i åldrarna 11-18 år. Turneringen arrangeras årligen under trettondagshelgen i januari sedan 1994. Arrangör är fotbollsföreningen BK Häcken som även anordnar ungdomsfotbollsturneringen Gothia Cup. Varje år deltar 450-500 lag från 5-8 nationer.

## Historia
1994 bestämde sig Gothia Cup för att starta en internationell innebandyturnering som komplettering till sommarens fotbollsturnering. Under första upplagan av cupen deltog 135 lag från 5 nationer. År 2006 togs dam- och herrklassen bort och Gothia Innebandy Cup blev en renodlad ungdomsturnering.

### Namnet
Namnet på cupen är taget från den egna fotbollscupen Gothia Cup. Ordet Gothia, eller ibland Gotha, är det gamla latinska namnet på delar av Götaland, Härav kommer också namnet Göteborg – gotharnas eller götarnas borg (stad).

### Länder
Ryssland var en av de nationer som kom med två lag startåret. Det fanns då bara cirka 200 spelare fördelade på 12 klubbar i hela landet. Ett av lagen var Poljot Omsk. Staden Omsk ligger i ryska Sibirien, på samma longitud som Bombay i Indien. De ryska innebandyspelarna har vuxit upp med ishockey så deras spel var mycket fysiskt men en hel del saknades i tekniken.
Sporten är internationellt väldigt liten. Det finns ganska många medlemsländer men få utövare i varje land. Efter Sverige kommer Finland som har 65 % färre utövare och därifrån är skillnaden mellan länderna ännu större. Genom åren har lag från Sverige, Danmark, Norge, Finland, Schweiz, Tyskland, Storbritannien, Ryssland, Lettland, Tjeckien, Italien, Belgien, Polen, Ukraina och USA deltagit i turneringen.

## Tävlingsform
Tävlingen inleds med gruppspel. Varje lag delas in i grupper om 4-5 lag där alla möter alla i en enkelserien. De två främst placerade lagen i gruppen går vidare till A-slutspel, övriga lag i gruppen går till B-slutspel. Slutspelet sker efter cup-system, det vill säga utslagningsmetoden.
Klass B11 spelar efter SIBF:s spelregler för åldersklassen, ingen segrare koras. I stället spelas ett gruppspel med 7 lag i varje grupp.

## Upplevelsen
Genom åren har Gothia Innebandy Cup bjudit på ett flertal upplevelser utanför innebandyplanen, såsom en stor show och elitmatch. Det började egentligen 1997 med en match mellan Pixbo och Landslaget mot våld, som följdes av en 3-lags uppvisningsturnering för elitlag. 2001 samordnades Gothia Innebandy Cup med Europacupen för klubblag och sedan dess har man haft en elitmatch och en öppningsshow med publikrekord för innebandy.

### Gothia Players Evening
Ny upplevelse för 2013 var Gothia Players Evening då alla spelare och tränare bjöds in till spelhuset på Liseberg. Där fick de fritt utmana sina vänner, motståndare och tränare i alla arkadspel och liknande.

### Gothia Valhalla Center
Gothia Valhalla Center är turneringens centrum och en mötesplats för spelare, ledare, supportrar och familjemedlemmar. ”Aktivitetscentret” som var nytt inför 2011 är beläget i Valhallas C-hall. Förutom Gothia Innebandy Cups centralinformation och resultatservice finns här aktiviteter och tävlingar, såsom Nintendo Wii, spela Sumofotboll eller testa Bungyrun.

## Statistik
| År   | Antal lag | Antal nationer |
| ---- | --------- | -------------- |
| 1994 | 135       | 5              |
| 1995 | 202       | 7              |
| 1996 | 194       | 4              |
| 1997 | 188       | 5              |
| 1998 | 212       | 8              |
| 1999 | 195       | 7              |
| 2000 | 192       | 4              |
| 2001 | 238       | 6              |
| 2002 | 238       | 5              |
| 2003 | 287       | 6              |
| 2004 | 364       | 8              |
| 2005 | 419       | 7              |
| 2006 | 436       | 7              |
| 2007 | 413       | 7              |
| 2008 | 450       | 6              |
| 2009 | 447       | 4              |
| 2010 | 449       | 4              |
| 2011 | 453       | 5              |
| 2012 | 447       | 5              |
| 2013 | 448       | 5              |
| 2014 | 434       | 6              |
| 2015 | 416       | 5              |
| 2016 | 408       | 5              |
| 2017 | 430       | 5              |
| 2018 | 457       | 6              |
| 2019 | 465       | 5              |
| 2020 | 471       | 7              |

### Fotnoter
1. ↑  Simon Löfving (2 januari 2015). ”Ny innebandyfest i Göteborg” (på svenska). Göteborgsposten. http://www.gp.se/sport/ny-innebandyfest-i-g%C3%B6teborg-1.45837. Läst 20 december 2017.
2. ↑  Magnus Vasell (3 januari 2016). ”Göteborg invaderas av tusentals unga innebandyspelare” (på svenska). Göteborgsposten. http://www.gp.se/sport/g%C3%B6teborg-invaderas-av-tusentals-unga-innebandyspelare-1.8671. Läst 20 december 2017.
3. ↑  ”Gothia Innebandy Cup 2011 Results”. results.gothiainnebandycup.se. Arkiverad från originalet den 11 oktober 2020. https://web.archive.org/web/20201011104716/https://results.gothiainnebandycup.se/2011,sv/statistics. Läst 10 oktober 2020.
4. ↑  ”Gothia Innebandy Cup 2012 Results”. results.gothiainnebandycup.se. Arkiverad från originalet den 11 oktober 2020. https://web.archive.org/web/20201011104714/https://results.gothiainnebandycup.se/2012,sv/statistics. Läst 10 oktober 2020.
5. ↑  ”Gothia Innebandy Cup 2013 Results”. results.gothiainnebandycup.se. Arkiverad från originalet den 12 januari 2013. https://web.archive.org/web/20130112044625/http://results.gothiainnebandycup.se/2013,sv/statistics. Läst 10 oktober 2020.
6. ↑  ”Gothia Innebandy Cup 2014 Results”. results.gothiainnebandycup.se. Arkiverad från originalet den 15 december 2013. https://web.archive.org/web/20131215055656/http://results.gothiainnebandycup.se/2014,sv/statistics. Läst 10 oktober 2020.
7. ↑  ”Gothia Innebandy Cup 2015 Results”. results.gothiainnebandycup.se. Arkiverad från originalet den 7 januari 2015. https://web.archive.org/web/20150107052648/http://results.gothiainnebandycup.se/2015,sv/statistics. Läst 10 oktober 2020.
8. ↑  ”Gothia Innebandy Cup 2016 Results”. results.gothiainnebandycup.se. Arkiverad från originalet den 23 april 2017. https://web.archive.org/web/20170423173800/http://results.gothiainnebandycup.se/2016,sv/statistics. Läst 10 oktober 2020.
9. ↑  ”Gothia Innebandy Cup 2017 Results”. results.gothiainnebandycup.se. Arkiverad från originalet den 12 oktober 2020. https://web.archive.org/web/20201012035008/https://results.gothiainnebandycup.se/2017,sv/statistics. Läst 10 oktober 2020.
10. ↑  ”Gothia Innebandy Cup 2018 Results”. results.gothiainnebandycup.se. https://results.gothiainnebandycup.se/sv/2018. Läst 10 oktober 2020.
11. ↑  ”Gothia Innebandy Cup 2019 Results”. results.gothiainnebandycup.se. https://results.gothiainnebandycup.se/sv/2019. Läst 10 oktober 2020.
12. ↑  ”Gothia Innebandy Cup 2020 Results”. results.gothiainnebandycup.se. https://results.gothiainnebandycup.se/sv/2020. Läst 10 oktober 2020.